# Maike Arlt
Maike Arlt (* 24. September 1963 in Meißen) ist eine ehemalige deutsche Volleyballspielerin.
Maike Arlt war 251-fache deutsche Volleyball-Nationalspielerin. Mit der Volleyball-Nationalmannschaft der DDR wurde sie 1983 und 1987 Europameister. 1988 nahm sie an den Olympischen Spielen in Seoul teil und belegte dort Platz fünf. Maike Arlt spielte für den SC Dynamo Berlin, später bei CJD Berlin und beim Berlin Brandenburger Sportclub. Sie wurde insgesamt neunmal deutscher Meister.
Seit 2005 ist Maike Arlt Vizepräsidentin des Volleyballverbandes Berlin.